# Ampulex minor
Ampulex minor är en  stekelart som beskrevs av Kohl 1893. Ampulex minor ingår i släktet Ampulex och familjen Ampulicidae. Inga underarter finns listade i Catalogue of Life.